# عبد الستار دربيس علي
عبد الستار دربيس علي (بالقازاقية: Әбсаттар Бағысбайұлы Дербісәлі)، (1947 - 2021)، هو المفتي الأعلى لكازاخستان السابق.
في فبراير 2013 استقال الحاج عبد الستار دربيس علي لمواصلة نشاطه في مجال العلم والتعليم.
في 26 فبراير، تم تعيين 2013 دربيس علي مدير معهد سليمانوف للدراسات الشرقية .
دربيس علي عضو في أكاديمية العلوم في كازاخستان. وهو دكتور في فقه اللغة، أستاذ، وهو مستشرق ودبلوماسي. وهو حاصل على رتبة الدبلوماسية للمستشار من الدرجة الأولى.
دربيس علي مؤلف لأربعمائة مقالة نظرية حول التطورات العملية في اللغة العربية والأدب، والفترات القديمة الكازاخية الأدبية والثقافية، والتواصلات الروحية مع الدول الإسلامية في الشرق الأوسط، فضلا عن تاريخ الإسلام، القرآن وأحاديث للنبي محمد.